# Манастир Водице
Манастир Водице или Св. Марка, припада Епархији сремској Српске православне цркве. Налази се у близини села Нових Карловаца, општина Инђија.

## Прошлост
На овом месту око 1800. године слепи дечак по имену Марко, који је залутао међу њивама наишао је на извор. На том извору су му се према предању указали Пресвета Богородица и Свети Марко. Чобани који су туда наишли са својим стадом били су сведоци чуда, a ово место се од тада зове Водице. Људи из целог Срема почели су да долазе на свето место, повезујући чудесни догађај са јеванђељском причом када је наш Господ Исус Христос подарио вид слепоме од рођења.
Црква посвећена Св. апостолу и јеванђелисти Марку је подигнута 1883, a освештао ју је патријарх Герман.
Почетком лета 2011. године Црква на Водицама добила је статус манастира Светог Марка. Над извором воде подигнута је мала чесма, a испред је капела скромних димензија. Капелу су подигли свештеник Александар парох из Нових Карловаца са својом супругом Јелисаветом Персидом. Ту су почели да живе калуђер Ђорђе и калуђерица Емилија. Сада је настојатељ манастира отац Дамаскин, а подвизивају се две монахиње. Веровање је да је то извор лековите воде. Након свих Фрушкогорских манастира — окружених брдима и шумом, овај скроз одудара од тог окружења, јер је усред равнице и њива.